# Пастухов, Владимир Борисович
Влади́мир Бори́сович Пастухо́в (род. 22 апреля 1963, Киев, УССР, СССР) — российский политолог, публицист и юрист (адвокат), почётный старший научный сотрудник Университетского колледжа Лондона. Доктор политических наук, кандидат юридических наук. В качестве адвоката представлял интересы фонда Hermitage Capital Management и из-за уголовного преследования, связанного с работой по этому делу, в 2008 году был вынужден эмигрировать в Лондон. Является автором так называемой «понятийной конституции» России, которая представляет собой писаный свод неписаных правил, определяющих реальную суть жизни в России.

## Биография

### Ранние годы
Родители — киевский адвокат Борис Павлович Пастухов, имевший ярославские корни, и экономист-математик Любовь Марковна Пастухова. Владимир Пастухов вспоминал: «Отец в 19 лет потерял зрение. Он сделал себя сам. То есть он прорвался, выучился, стал адвокатом». По словам самого Владимира Пастухова, он сам около 11 лет попал на больничную койку, на которой с перерывами провалялся 3 года, лежал месяцами с завязанными глазами и практически учился на слух.
Окончил среднюю школу № 153 в Киеве, затем юридический факультет Киевского государственного университета.
Согласно одному из источников в студенческие годы Пастухов был комсоргом Киевского университета, однако сам он опроверг данную информацию. Пастухов утверждал: «Я был заместителем руководителя локальной какой-то комсомольской ячейки по идеологии. Вот это чушь, которую там пишут, что я был комсоргом Киевского университета. То есть пределом моей комсомольской карьеры был член комитета комсомола факультета. Естественно, по чему? По идеологии».

### Аспирантура и докторантура
Попал в аспирантуру, хотя и не состоял в партии, поскольку получил две золотые медали Академии наук СССР и Всесоюзной олимпиады юристов.
На кафедре теории и истории государства и права Киевского государственного университета имени Т. Г. Шевченко в 1989 году защитил кандидатскую диссертацию на тему «Политическая власть в социалистическом обществе: сущность и облик (гносеологический аспект исследования)» по научной специальности «Теория и история государства и права; история политических и правовых учений (юридические науки)». Научным руководителем Владимира Пастухова была доктор юридических наук, профессор Евгения Тихонова. Официальными оппонентами по диссертации выступили доктор юридических наук, профессор Виктор Мушинский и кандидат юридических наук Евгений Бурлай, ведущей организацией — Институт государства и права АН УССР.
В 1995 году в Институте сравнительной политологии РАН защитил докторскую диссертацию на тему «Историко-культурная обусловленность эволюции политической власти в России: становление политического государства и гражданского общества», которая была представлена к защите по научной специальности «Политические институты, процессы и технологии (политические науки)». Научным консультантом Пастухова был Борис Иосифович Коваль, которого сам Пастухов называл своим главным учителем. Пастухов стал самым молодым в стране доктором наук по своей специальности.

### Юридическая практика
В 1999 году Пастухов получил статус адвоката в России. По состоянию на сентябрь 2023 года является действующим российским адвокатом (реестровый номер 77/520), членом Адвокатской палаты города Москвы, осуществляя адвокатскую деятельность в составе Московской городской коллегии адвокатов, а именно в её подразделении под названием «Адвокатская контора № 21».
В 2000-х годах Пастухов представлял интересы фонда Hermitage Capital Management, известного в тот период одноимённым делом и смертью Сергея Магнитского. После того, как в июле 2008 года фонд Hermitage Capital Management через Пастухова и его коллегу Эдуарда Хайретдинова подал заявление о мошенничестве, полиция пришла к Пастухову с повесткой о вызове его в Казань, и Пастухов, опасаясь, что его там задержат и заключат под стражу, покинул Россию и эмигрировал в Лондон. Это произошло на фоне обысков, которые провели российские правоохранительные органы в августе 2008 года в офисах самих Пастухова и Хайретдинова, в ходе которых были изъяты доверенности, выданные адвокатам фондом Hermitage Capital Management; уголовное дело было возбуждено по статье 327 УК РФ («Использование заведомо подложного документа») в связи с тем, что, по версии следствия, «иностранные владельцы фонда не могли выдать доверенности адвокатам, так как не въезжали на территорию Российской Федерации», при этом возражения защиты о том, что для выдачи доверенностей владельцам фонда не обязательно было лично приезжать в Россию, «были сочтены следствием неубедительными». В сентябре 2010 года дело было прекращено в связи с истечением срока давности привлечения к уголовной ответственности. Адвокат Александр Антипов, защищавший Пастухова по этому уголовному делу, обжаловал соответствующее постановление, требуя переквалификации основания для прекращения дела на отсутствие состава преступления.

### Научная и публицистическая деятельность
С 1989 по 1995 год работал в Москве в Институте международного рабочего движения АН СССР. В 1995—1999 годах он был ведущим научным сотрудником Института Латинской Америки РАН. В 1999—2008 годах был научным директором АНО «Институт права и публичной политики». Также был профессором права в Высшей школе экономики.
В 2009—2015 годах являлся приглашённым научным сотрудником колледжа Святого Антония в Оксфорде. С 2015 года является почётным старшим научным сотрудником (honorary senior research associate) в Университетском колледже Лондона.
Занимается написанием аналитических статей, а также выступает в качестве эксперта по российской внутренней и внешней политике. В частности, известен выступлениями в передаче «Пастуховские четверги» сначала на радиостанции «Эхо Москвы», после его ликвидации — в частном порядке с экс-главредом «Эха» Алексеем Венедиктовым.

### Признание «иностранным агентом»
5 мая 2023 года Министерством юстиции России внесён в список физических лиц «иностранных агентов». Годом ранее в реестр некоммерческих организаций, выполняющих функции иностранного агента, был внесён Институт права и публичной политики, где он долгое время был научным директором.

### Семья
С 1988 года женат на Юлии Пастуховой. Сын Борис (род. 1993), который в настоящее время является английским солиситором (реестровый номер 638500).

## Публикации
Книги
- Историко-культурная обусловленность эволюции политической власти в России: Становление политики государства и гражданского общества: дис. … доктора полит. наук. — Москва: Институт сравнительной политологии РАН, 1995. — 254 с.
- Три времени России. Общество и государство в прошлом — настоящем — будущем. — М.: Полис; РОССПЭН, 1994[7].
- На трибуне реакционера. — М.: Эксмо, 2007. (в соавторстве с А. Кончаловским[20])
- Реставрация вместо реформации. Двадцать лет, которые потрясли Россию. — М.: ОГИ, 2012[7].
- Украинская революция и русская контрреволюция. — М.: ОГИ, 2014[21].
- Революция и конституция в посткоммунистической России: Государство диктатуры люмпен-пролетариата. — М.: ОГИ, 2018[22].
- Понятийная конституция. Альтернативный конституционный проект. — М.: ОГИ, 2020[23].
- Как переучредить Россию? Очерки заблудившейся революции / Научный редактор С. В. Мошкин. — Гонзо, 2023. — 851 с. — ISBN 978-5-904577-94-0.

Статьи
- Государство диктатуры люмпен-пролетариата: Для России сегодня актуально не демократическое, а национально-освободительное движение // Новая газета. 13 августа 2012[24].
- Синдром отключённого сознания / Автор — доктор политических наук, научный сотрудник Колледжа Святого Антония[англ.] Оксфордского университета // Русская служба Би-би-си. 8 декабря 2014.
- Третье пришествие большевизма / Автор — доктор политических наук, научный сотрудник Колледжа Святого Антония[англ.] Оксфордского университета // Русская служба Би-би-си. 27 октября 2014.
- «Завидуйте, я — гражданин!»: Чтобы обойти западные санкции, российские олигархи достают козыри из широких штанин // Новая газета. 31 мая 2018.
- Тотальный диктат: Хорошо ли интеллигенту радоваться победам сборной России на ЧМ по футболу? О национальной гордости российской оппозиции // Новая газета. 08 июля 2018.
- Конституционный тупик: Допустима ли дискуссия о маршрутах эвакуации из авторитарного государства? // Новая газета. 11 октября 2018.
- Выбор шестого срока: Сталин или Мадуро? Как популистская антикоррупционная кампания может подорвать стабильность режима // Новая газета. 18 марта 2019.
- Транзитное: Новая редакция Понятийной конституции РФ // Новая газета. 14 августа 2019.
- «Крысы» вместо юристов: Почему требование правового государства должно стать для России главным лозунгом десятилетия // Новая газета. 07 января 2020.
- Переучредить Россию!: За фасадом транзита власти и текстом послания президента скрывается идея создания корпоративного государства. Такое уже было, и не в СССР // Новая газета. 20 января 2020.
- Конституционная вакцинация: Как защитить Россию от политического коронавируса // Новая газета. 10 мая 2020.
- Революция отходит с Белорусского вокзала: Стратегия мирного протеста серьёзно дискредитирована в Минске // Новая газета. 14 сентября 2020.
- Прасковеевские небеса. Тайны геленджикского двор(ц)а: Кому он принадлежит на самом деле, зачем его строили и как рухнули мечты // Новая газета. 22 марта 2021.
- Операция «Русская хромосома» // Новая газета. 23 марта 2022.
- Список публикаций Владимира Пастухова на сайте Полит.ру.
- Список публикаций Владимира Пастухова на сайте МБХ медиа.
- Список публикаций Владимира Пастухова на сайте Kasparov.ru.